# Caribdis

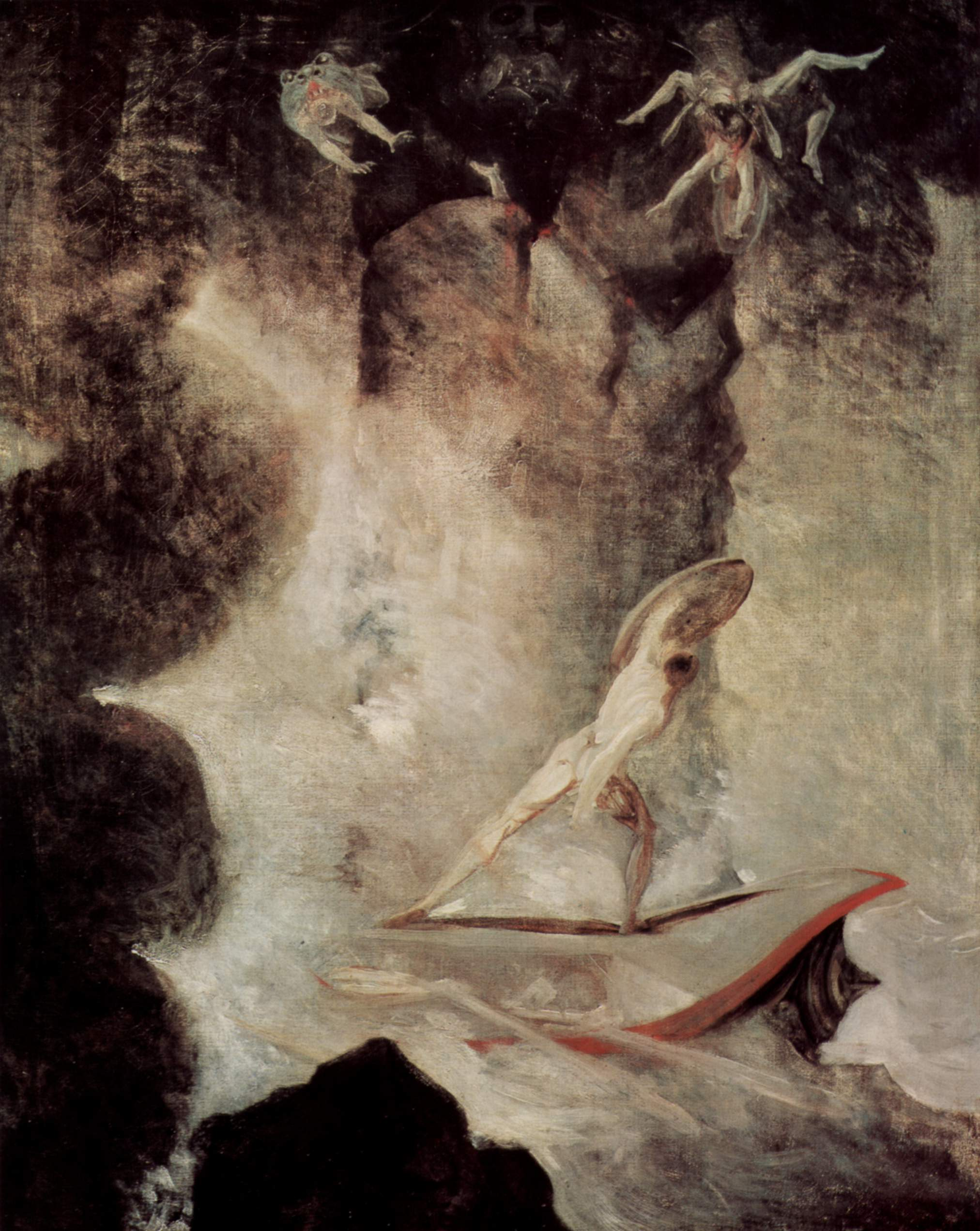
Odiseo luchando contra Escila y Caribdis, por Heinrich Füssli (1794-1796).

En la mitología griega, Caribdis (en griego antiguo: Χάρυβδις, latín: Charybdis; ‘succionador’) es un horrible monstruo marino femenino, que tragaba enormes cantidades de agua tres veces al día y las devolvía otras tantas veces, adoptando así la forma de un remolino que devoraba todo lo que se ponía a su alcance. El agua de Caribdis fluye y burbujea como las aguas de un caldero. Este monstruo aparece prominentemente en la Odisea. Caribdis nació de la unión entre Poseidón y la Tierra, según una fuente tardía. Otros dicen que Caribdis es el nombre que recibe la succión del mar al arrastrar objetos al fondo.
«El peñasco de enfrente es, Ulises, más bajo, y se opone al primero a distancia de un tiro de flecha; en él brota frondosísima higuera silvestre y debajo del risco la divina Caribdis ingiere las aguas oscuras. Las vomita tres veces al día, tres veces las sorbe con tremenda resaca y, si ésta te coge en el paso, ni el que bate la tierra Poseidón librarte podrá de la muerte».
Habitaba junto a Escila, otro monstruo marino femenino, en un estrecho paso marítimo. Los dos lados del estrecho estaban al alcance de una flecha, tan cercanos que los marineros que intentaban evitar a Caribdis pasaban demasiado cerca de Escila y viceversa. La expresión «entre Escila y Caribdis» ha llegado a significar estar entre dos peligros de forma que alejarse de uno hace que se caiga en el otro.
Los argonautas fueron capaces de evitar ambos peligros gracias a que los guio la nereida Tetis, que seguía las órdenes de Hera, protectora de la empresa de los héroes. Odiseo no fue tan afortunado, pero siguió los prudentes consejos de Circe: «es mejor que te pegues al pie de la roca de Escila y aceleres la nave al pasar. Más te vale como mucho perder solo seis hombres que hundirte tú mismo con todos». La primera vez Odiseo y sus compañeros perdieron a seis de los suyos, devorados por Escila como les había prevenido Circe, a cambio de no perecer todos en la vorágine de Caribdis. Odiseo alcanzó a contemplar el remolino de los manos y pies de Caribdis, que colgaban al aire. Esa vez se pudo salvar de Caribdis. La segunda vez, y esta vez Odiseo en solitario, impelido por los vientos descontrolados de Eolo, el héroe cayó en la vorágine del monstruo. Lo único que Odiseo pudo hacer fue saltar en el aire y quedarse agarrado de un cabrahigo como si fuese un murciélago. Una vez que Caribdis hubo abierto sus fauces regurgitó la quilla y el mástil de la embarcación y así quedó saciada por el momento. Odiseo aprovechó ese instante y se dejó caer sobre los leños que aún se tenían en pie. Pudo huir del lugar dado que Escila no se había percatado de su presencia pero estuvo nueve días a merced del mar hasta que por fin arribó a la isla de Ogigia, propiedad de Calipso.
Tradicionalmente, la situación de Caribdis en el estrecho de Mesina hace que se la asocie con el remolino que forman las corrientes que se encuentran en la zona, pero rara vez es peligroso. Escila habitaba en la Regio italiana y Caribdis en la Mesina siciliana. Investigaciones recientes han reexaminado el lugar y sugieren que esta asociación es errónea, y que un origen más probable de la historia podría hallarse cerca del cabo Skilla, al noroeste de Grecia. Otros investigadores, sin embargo, sostienen que se trata de un lugar puramente fabuloso que no es posible identificar con ningún escenario real. Tzetzes dice que Sirtis, también conocida como Caribdis, es el nombre de un lugar en el mar situado entre Mesina y Libia, en donde los tirrenos se encontraban con el Adriático.
Servio dice que Caribdis era una hija de Poseidón y la Tierra (Gea), que vivía en una roca del estrecho de Mesina, famosa por su gran voracidad. Robó los rebaños de Gerión que conducía Heracles y se los comió. Zeus la castigó, arrojándole un rayo y hundiéndola en el mar, y desde entonces absorbía enormes cantidades de agua del mar, tragándose con ello hasta los barcos. Aristóteles menciona en sus Meteorológicos que Esopo se burló una vez a un barquero contándole un mito sobre Caribdis, a propósito de una fábula en contra de la voracidad y la gula de los hombres. Con un trago de mar, Caribdis hizo aparecer las montañas; tras el siguiente, aparecieron islas. La tercera está por llegar y secará el mar por completo, privando así al barquero de su medio de vida.